# Magenta (Marne)
Magenta ist eine französische Gemeinde mit 1.686 Einwohnern (Stand: 1. Januar 2022) im Département Marne in der Region Grand Est. Sie gehört zum Arrondissement Épernay und zum Kanton Épernay-1. Die Einwohner werden Magentais genannt.

## Geographie
Magenta liegt an der Marne, die die südwestliche Gemeindegrenze bildet. Umgeben wird Magenta von den Nachbargemeinden Dizy im Norden, Ay im Osten und Nordosten, Épernay im Süden, Osten und Westen sowie Hautvillers im Nordwesten.

## Geschichte
Der Name des Ortes erinnert an den französischen Sieg in der Schlacht bei Magenta im Sardinischen Krieg. 1965 wurde die Gemeinde durch die Teilung der Gemeinde Dizy-Magenta gebildet.

## Bevölkerungsentwicklung
| Jahr                       | 1962 | 1968 | 1975 | 1982 | 1990 | 1999 | 2006 | 2012 | 2018 |
| Einwohner                  | 2054 | 2147 | 2194 | 1949 | 1876 | 1920 | 1788 | 1747 | 1698 |
| Quellen: Cassini und INSEE |      |      |      |      |      |      |      |      |      |

## Persönlichkeiten
- Georges Deflandre (1897–1973), Paläontologe und Botaniker
- Jean Poirel (1910–1975), Widerstandskämpfer

## Gemeindepartnerschaft
Mit der gleichnamigen italienischen Gemeinde Magenta in der Provinz Mailand (Lombardei) besteht seit 2009 eine Partnerschaft.

## Sehenswürdigkeiten

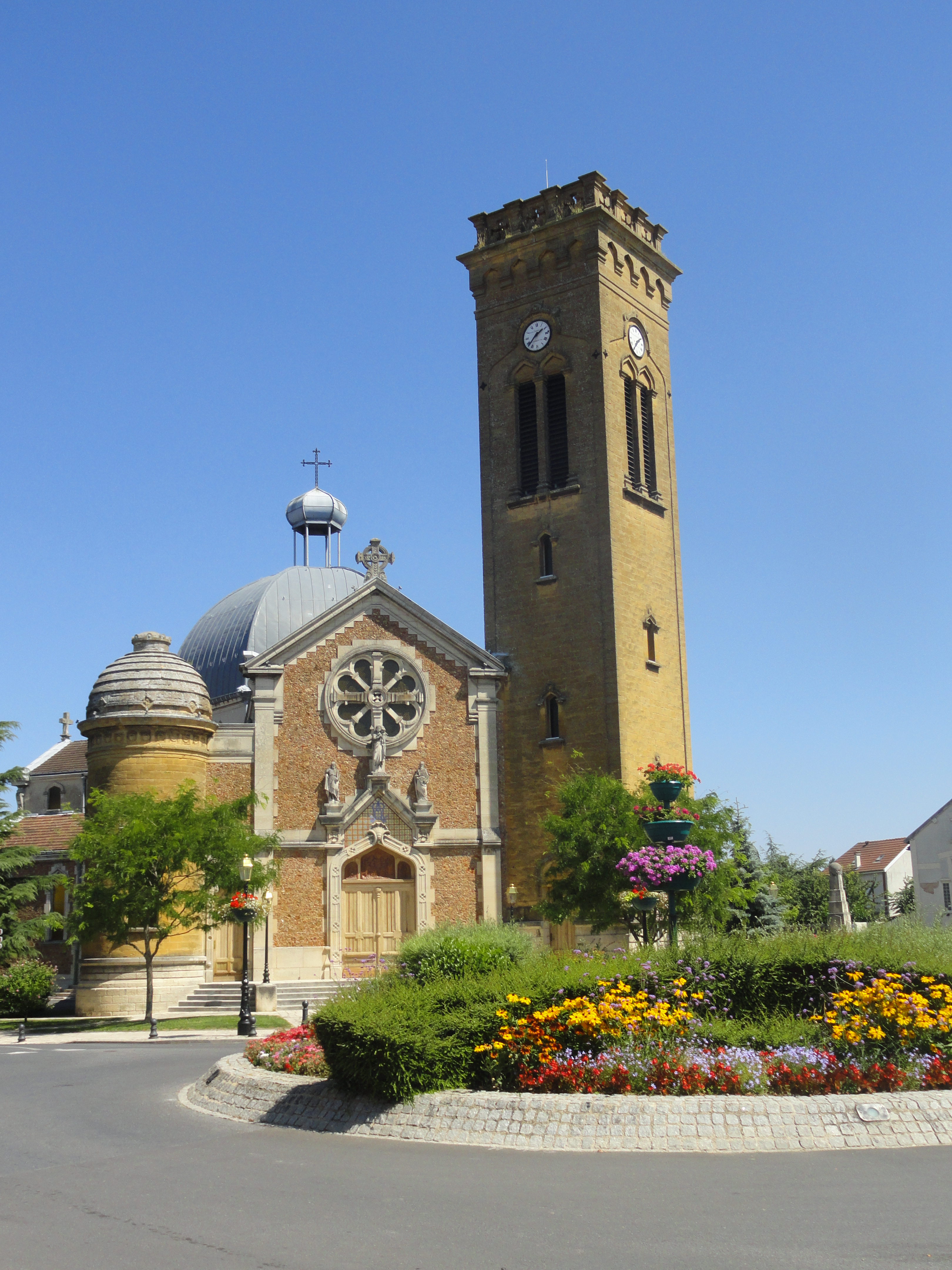
Kirche Sainte-Marie

- Kirche Sainte-Marie, 1893 erbaut